# تاريخ الجدل حول العرق والذكاء
بدأ النقاش حول ارتباط الذكاء بالأعراق منذ أن قام العلماء بدراستهم للموضوع، فأخذت الدراسات والأبحاث حول هذا الموضوع بالانتشار ونجمت عنها تفسيرات وتأويلات مختلفة، والتي أخذت تتزايد مع تقدم الزمن.
أُجريت الاختبارات الأولى للذكاء في فترة الحرب العالمية الأولى، ولوحظ بأن هنالك فروقات بين متوسط درجات المجموعات السكانية المختلفة، ولم يكن معروفاً ما إذا كانت هذه الفروقات تعود أساساً إلى العوامل البيئية والثقافية أو الوراثية.
في أواخر القرن التاسع عشر وأوائل القرن العشرين، اعتمدت الأبحاث على أن الاختلافات بين المجموعات في الذكاء تعود إلى العرق ، وبخلاف اختبارات الذكاء، اعتمدت الأبحاث على قياسات مثل: حجم المخ أو أزمنة ردود الفعل، وبحلول منتصف الأربعينيات من القرن العشرين، اعتمد معظم علماء النفس وجهة النظر القائلة بأن العوامل البيئية والثقافية السائدة هي التي تؤثر على نسبة الذكاء. وفي منتصف الستينيات أثار الفيزيائي ويليام شوكلي الجدل حول هذا الموضوع بادعاءه بأنه قد تكون هنالك أسباب وراثية لاختلاف الذكاء وراء تدني نتائج السود في الولايات المتحدة في اختبارات الذكاء مقارنة بالبيض. في عام 1969 قام عالم النفس التربوي آرثر جنسن بنشر مقال طويل حاول أن يثبت فيه بأن التعليم التعويضي (وهو النظام الذي يهدف لمساعدة الطلاب ذوي التحصيل المتدني عن طريق إضافة عدد الحصص الدراسية لهم...) قد فشل حتى ذلك التاريخ بسبب الاختلافات الجينية. وتبعه بعد ذلك نقاش مماثل بين الأكاديميين. نُشر في عام 1994 نشر كتاب منحنى بل: الذكاء والبنية الطبقية في الحياة الأمريكية The Bell Curve: Intelligence and Class Structure in American Life من قِبل ريتشارد هيرنشتاين وتشارلز موراي، مما دفع بالنقاش حول هذه المسألة ثم نشرت عدة كتب متعددة التخصصات بشأن هذه المسألة، وكان أحد الردود المعاصرة تقرير (الذكاء؛ ما نعلمه ونجهله عنه Intelligence: Knowns and Unknowns) من جمعية علم النفس الأمريكية التي لم تجد أي تفسير قاطع للفروق الملاحَظة بين متوسط درجات الذكاء في المجموعات العرقية.

## الجدال في التاريخ المبكر

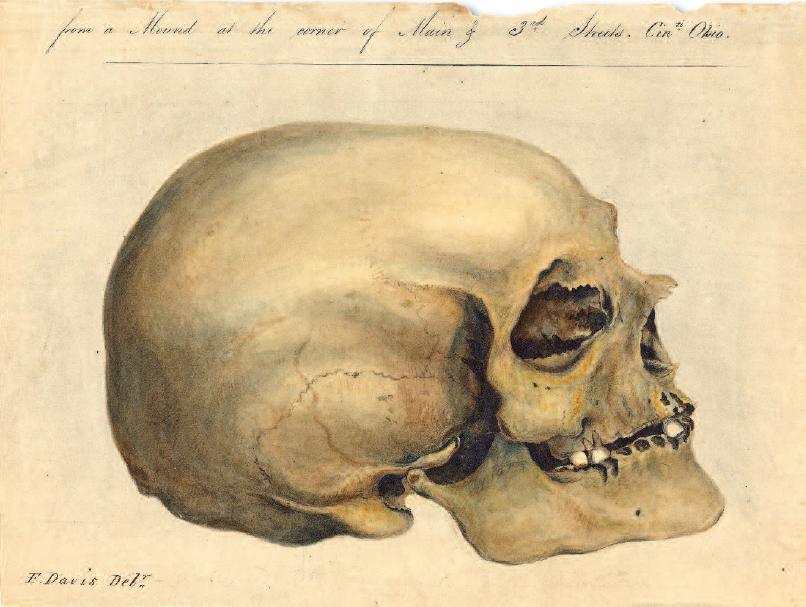
طباعة حجرية لجمجمة من أمريكا الشمالية في كتاب الجماجم الأمريكية Crania Americana عام 1839 لمؤلفه صامويل جورج مورتون

في القرن الثامن عشر، افترض الفلاسفة والعلماء الأوروبيون مثل فولتير، وديفيد هيوم، وإيمانويل كانت، وكارل لينيوس، وجود قدرات عقلية مختلفة بين الأجناس. خلال القرن التاسع عشر وأوائل القرن العشرين تم بكثافة مناصرة ودراسة فكرة أن الاختلافات في بنية الدماغ وأحجام الجمجمة لدى مختلف الأجناس، تبين سبب الاختلافات بمستويات الذكاء المختلفة ،
وقد نشر العالم الموسوعي فرانسيس غالتون بتأليفه كتاب الذكاء الموروث Hereditary Genius في عام 1869 الاهتمام بدرساة القدرات العقلية وبالأخص صلتها بالوراثة والأيوجينة أو تحسين نسل الإنسان.
وبسبب افتقاره وسيلة لقياس القدرة الفكرية مباشرة، حاول غالتون تقدير الذكاء لدى مختلف المجموعات العرقية والإثنية.وبنى تقديراته على ملاحظاته في أسفاره وأسفار الآخرين، وربطَها بعدد ونوعية الإنجازات الفكرية للمجموعات المختلفة، وتحديد نسبة الرجال البارزين من ناحية التفكير والذكاء في كل من هذه المجموعات. وجادل غالتون بأن الذكاء له توزع طبيعي في هذه المجموعات وأن متوسط توزع الذكاء يتباين بين المجموعات.

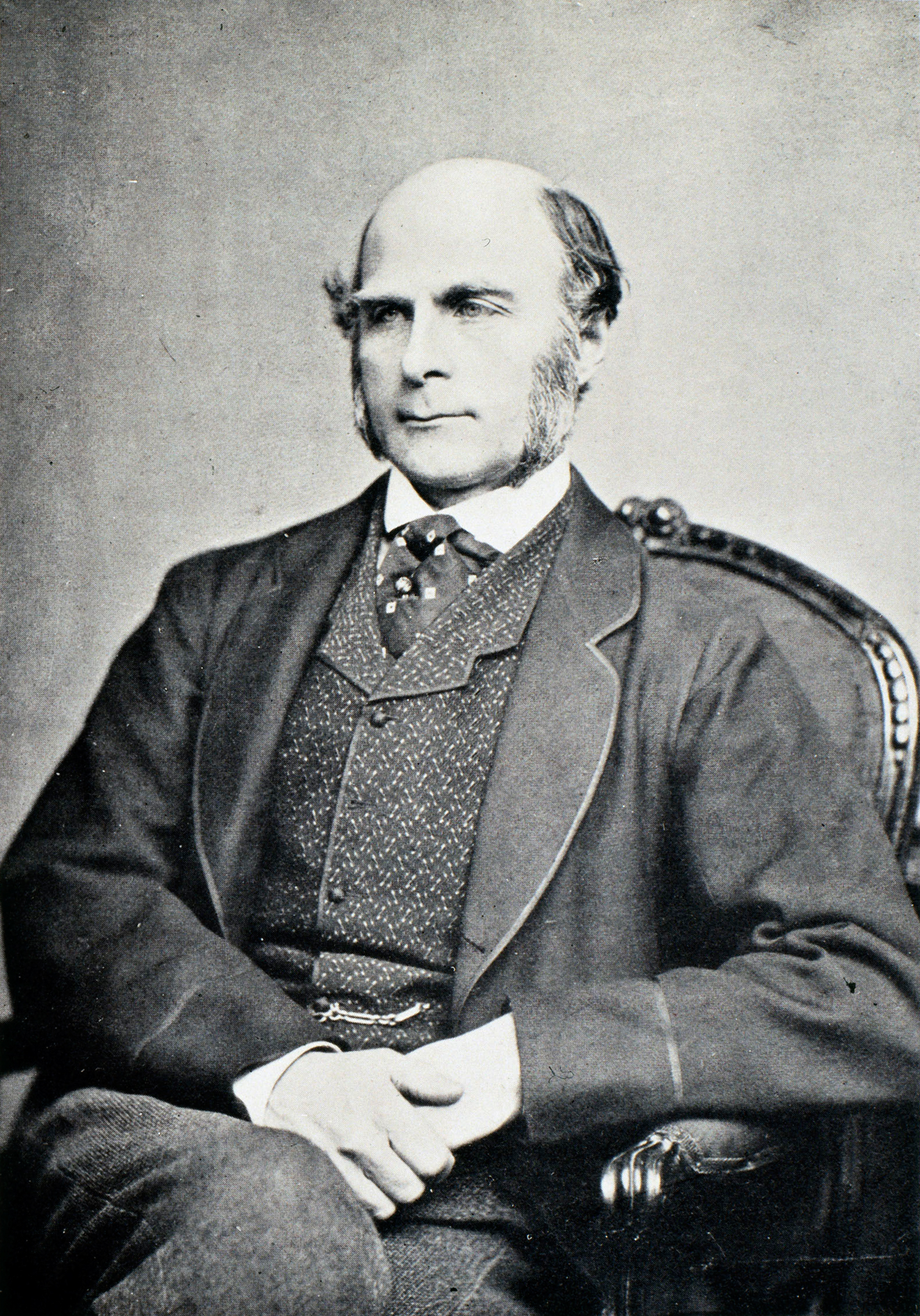
فرانسيس غالتون

وقد توصل غالتون إلى أن اليونانيين القدماء في منطقة آثينا يتمتعون بأعلى متوسط من الذكاء، يليهم الإنجليز المعاصرون، بينما حصل الأفارقة السود على أدنى مستوى من الذكاء، وكذلك الأمر بالنسبة للسكان الأصليين الأستراليين  ، ولم يُدرس اليهود بشكل خاص، ولكن سجل ملاحظة «يبدو أن لديهم عائلات ذات سلالات فكرية عالية».
نشر آر. ميده باخ R. Meade Bache من جامعة بنسيلفينيا مقالًا في مجلة مراجعة علم النفس يدعي فيها أن زمن رد الفعل يزداد مع التطور.
وأيد باخ إدعاءه ببيانات توضح زيادة أزمنة ردود الأفعال بين الأمريكيين البيض مقارنة بأزمنة ردود الأفعال عند الأمريكيين الأصليين والأمريكيين الأفارقة، وأن الأمريكيين الأصليين هم الأقصر بزمن ردة الفعل. وقد افترض نظريًا أنه زمن ردة الفعل الأطول عند البيض يجب تفسيره بأنهم امتلكوا أدمغة تفكر أكثر وهي لا تعمل جيدًا مع مهمات تتطلب استجابات آلية.وقد كان هذا المقال إحد أولى الأمثلة على العنصرية العلمية المعاصرة، حيث يستغل العلم لدعم الاعتقادات بالتفوق لعرق معين.
في عام 1912 استعرض خريج علم النفس الكولومبي فرانز برونر المؤلفات العلمية فيما يخص موضوع العرق الأسود ونظيره الأبيض في تقرير له في إحدى المجلات الخاصة بعلم النفس، حيث تحدث فرانز عن الصفات الفكرية والروحية لأصحاب البشرة السمراء وقال إنها تفتقر إلى المحبة، الإحساس بالتبجيل، النزاهة والشرف، الترتيب، التحسن، وتُعرف بالإسراف، الكسل، الافتقار إلى المثابرة والمبادرة، عدم الرغبة بشكل مستمر بالعمل في التفاصيل، وتجربة ذلك مع السُمُر في الفصول الدراسية تؤكد أنه من الصعب إيجاد طلاب من السمر ذوي نظام وانضباط مستمر، وكذلك في المجالات الصناعية حيث يُظهر الزنجي نقص في قوة النشاط المستدام والسلوك البناء.
في عام 1916 قام جورج أو. فيرغسون بعمل بحث ضمن تحضيره للقب الدكتوراه في جامعة كولومبيا عن «علم النفس لدى الزنوج»، حيث تبين من خلال البحث أن لدى الزنوج مشكلة وضعف في التفكير، وبالمقابل فإنهم جيدون في الأفعال البدنية، وبالتالي أشار جورج إلى أن هذا الأمر منعكس في المستوى التعليمي لدى هؤلاء الأفراد، وفي العام نفسه أشار لويس ترمان بالاعتماد على الأدلة من اختبارات Stanford-Binet الخاصة بالذكاء إلى ارتفاع وتيرة أعداد ضعفاء القوى العقلية بين الجماعات العرقية الأمريكية ذات البشرة غير البيضاء الأمر الذي يدعو إلى ضرورة إجراء مزيد من الأبحاث حول الاختلافات العرقية وارتباط الذكاء بها، وأردف ترمان: إن هذه المشاكل المتعلقة بالفوارق العرقية الكبيرة لا يمكن أن تُحل من قبل جهاز التعليم. وفي العام نفسه قام فريق من علماء النفس بقيادة روبرت يركس بتطوير اختبارات Stanford-Binet وجعلها مثل مجموعة الاختبارات ذات الخيارات المتعددة من أجل استخدامها من قِبل الجيش الأمريكي، بعد ذلك بثلاث سنوات ابتكر يركس نموذجاً من هذا الاختبار للمدنيين، وأسماه اختبار الذكاء الوطني واستُخدم في قطاعي التعليم والأعمال.
في الولايات المتحدة الأمريكية كان هنالك ضغوطات سياسي على سياسات تحسين النسل من خلال التعقيم، وقد استُخدمت اختبارات الذكاء من أجل معرفة الأفراد ذوي الحاجة للتعقيم وبالتالي تحسين النسل.

## الفترة 1920-1960
في عشرينيات القرن العشرين بدأ علماء النفس ببحث الفرضيات الأساسية التي تخص ارتباط الذكاء بالاختلافات العرقية، فعلى الرغم من عدم حسمهم لتلك الفرضيات حتى ذلك الوقت إلا أن هذه الفرضيات كانت على نطاق أصغر وأكثر دقة مما كانت عليه الفرضيات السابقة ومبنية على عدة عوامل غير العوامل المتعلقة بالوراثة.
ففي العشرينيات أشار بعض العلماء ومنهم فلويد ألبورت إلى نقطة وهي بأن العاداث الاجتماعية الموروثة والعوامل البيئية تشكلان جزءاً من الاختلاف، وذكر فلويد أن ذكاء العرق الأبيض أكثر تعقيداً وتنوعاً من بقية الأعراق. وفي الأربعينيات ادعى علماء النفس بأن العوامل البيئية والعوامل الثقافية فضلاً عن التمييز والتحيز قد قدمن تفسيراً أوضح للفوارق بين الذكاء، وأصبحت هذه الأفكار واسعة الانتشار فيما بعد.
من الجدير بالذكر أنه في عام 1950 أعلنت اليونسكو بياناً يحرم إجراء الأبحاث العلمية الخاصة بمسائل الأعراق.

## الفترة 1960-1980

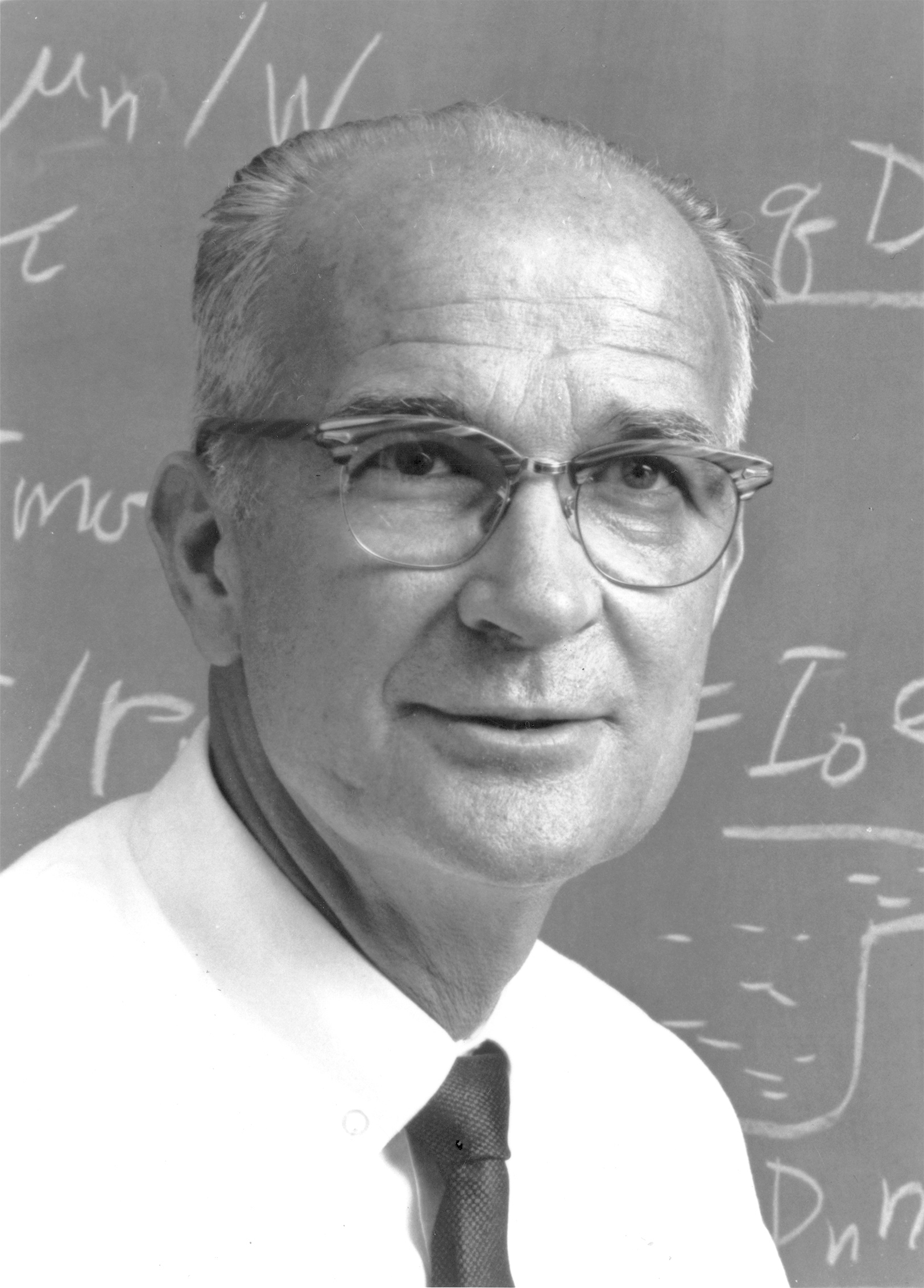
اقترح ويليام شوكلي الحائز على جائزة نوبل في الفيزياء، أن انخفاض معدل الذكاء في الولايات المتحدة يمكن حله عن طريق تحسين النسل

في ستينيات القرن الماضي استمر هذا النقاش وما زاد من تفاقمه قضايا التحيز العنصري والتي تكثفت بالفعل خلال الستينيات بسبب التغيرات في المناخ الاجتماعي.
لقد أحيا ويليام شوكلي الحائز على جائزة نوبل في الفيزياء والكيمياءالنقاش العام حول ارتباط الذكاء بالاختلافات العرقية، وقد افترض بأن مشكلة الانخفاض في متوسط معدل الذكاء في الولايات المتحدة يمكن حلها عن طريق تحسين النسل.
في عام 1969 أثار آرثر جنسن مناقشات علمية لهذه المسألة في مقالة علمية له في هارفارد بعنوان أي حد يمكننا زيادة معدل الذكاء والتحصيل الدراسي؟»، شكك مقال جنسن في فائدة التعليم التعويضي للأطفال الأميركيين الأفارقة واقترح بأن أداءهم التربوي الضعيف يرجع إلى سبب وراثي كامن وليس عدم وجود التحفيز في المنزل، وبعد ظهور مقالته عام 1969 كان جنسن في وقت لاحق أكثر وضوحاً في رأيه حول علاقة الذكاء بالاختلافات العرقية، وقال إن بعض الأجناس البشرية تختلف عن بعضها البعض أكثر من بعض الأنواع الحيوانية، مدعياً أن قياس المسافة الوراثية بين السود والبيض قد تباعدت منذ أكثر من 46,000 سنة.

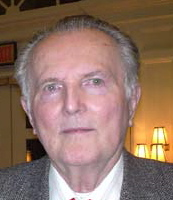
آرثر جنسن، أستاذ علم النفس التربوي في جامعة كاليفورنيا في بيركلي الذي كتب مقال عام 1969 عن الذكاء الذي أصبح واحدا من أكثر المقالات إثارة للجدل في تاريخ علم النفس

## الفترة 1980-2000
في عام الثمانينيات قام العالم السياسي جيمس فلين بمقارنة إصدارات نتائج منها الحديثة ومنها القديمة لعدة فئات من امتحانات الذكاء النوعي IQ، قاده هذا البحث لما عرف لاحقا بتأثير فلين حيث أشار بحثه إلى أنه كان هنالك زيادة كبيرة بمعدل درجات الذكاء لجميع الفئات التي أقام بحثه عليها، ويوضح جيمس بأن هذا التغير العالمي السريع جعل عدة أجيال متوالية يواجهون تحديات معرفية جديدة أدت إلى تحفيز قدراتهم الفكرية.
في نفس الفترة أكمل عالما النفس الإنجليزيان ريتشارد لين وفيليب روشتون القيام بالبحوث حيث عاد روشتون إلى عامل حجم الجمجمة وأضاف حجم الدماغ كعامل إضافي لتحديد الذكاء، وقام ببرهنة بعض الادعاءات حول التفسير الوراثي في ارتباط الذكاء بالاختلافات العرقية وطوّرها، أما لين الكاتب والمحرر فقد ركز أبحاثه على جمع وتصنيف المعلومات حول الاختلافات العرقية وعلاقتها بالذكاء لدى معظم أعراق البشر.
في عام 1994 عاد الجدال من جديد بنشر كتاب The Bell Curve - منحنى بيل، والمكتوب على يدي ريتشارد هيرنشتاين و تشارلز موراي، وقد حاز هذا الكتاب على تغطيه إعلامية واسعة وإقبال إيجابي من وسائل الإعلام، بعض النقاد أمثال ستيفن جولد ولبون كامين ادعوا بأن الكتاب يحتوي على نظريات غير مبرهنة وغير صحيحة في تحليل بعض الأمور ووجود استنتاجات سابقة خاطئة وعدم اطلاع عملهم على بعض الزملاء الأكاديميين لإعادة النظر فيه قبل النشر.

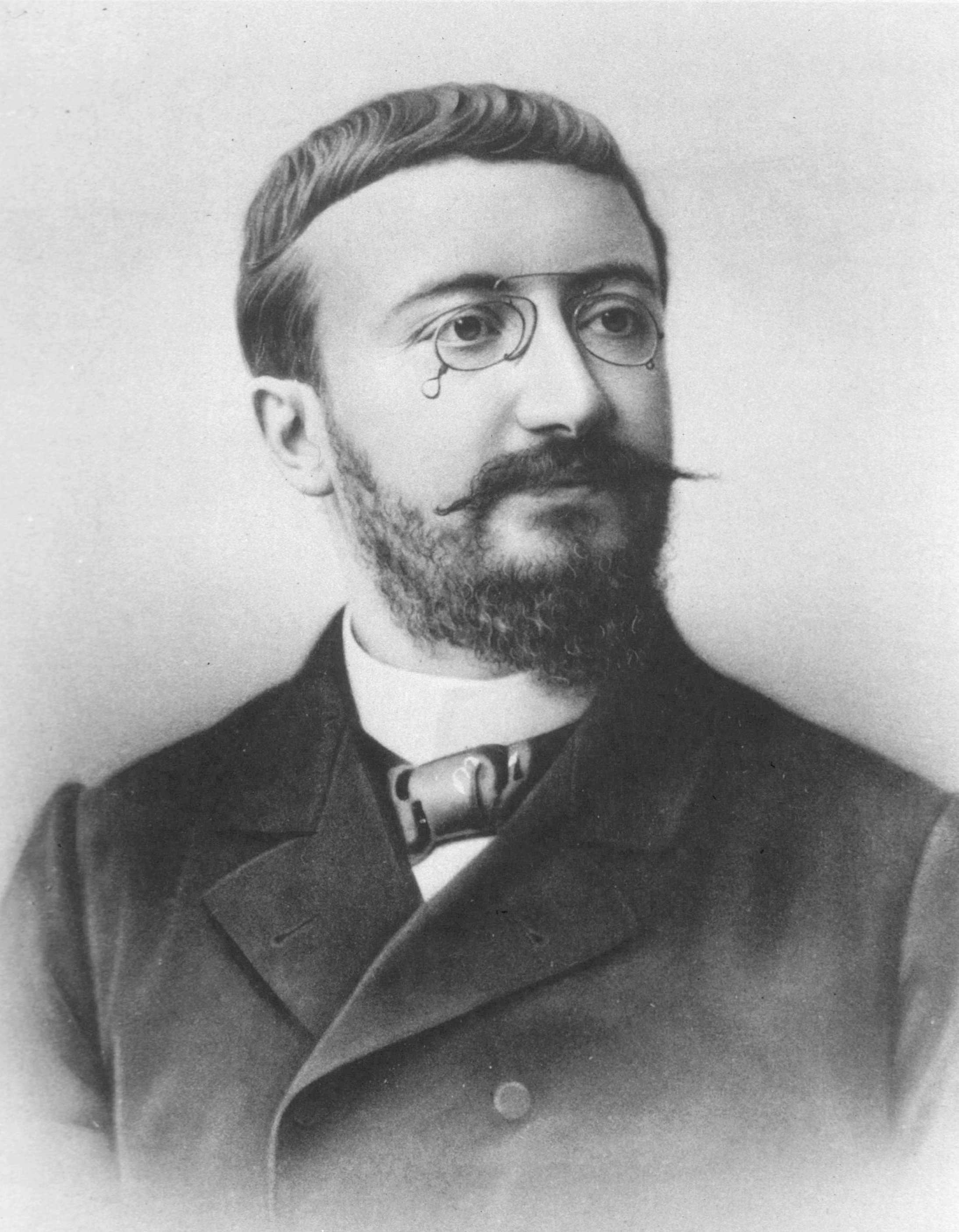
ألفريد بينيه مخترع اختبار الذكاء

### أبرز ما نشر في هذا المجال
ثلاثة كتب وهي:
1. الاختلافات العرقية ومعانيها - مايكل ليفين 1997.
2. علم القدرات الذهنية - جنسن 1998.
3. ذكاء بنظرة جديدة - هانز ايسينك.

عدة مقالات مثل:
- الفجوات بين البيض والسود (1998) - والتي قام بتحريرها كرستوفير جنكيس ورميريدت فبليب
- الذكاء والوارثة والبيئة (1997) - ايلينا غريغورينكو و روبيرت ستيرنبرج
- فصل العلم عن الخرافات - جيفرسون فيش

## 2000 - الحاضر
في عام 2002 نشر ريتشارد لين وتاتو فانهانن كتاب نسبة الذكاء وثروات الشعوب وقد أشارا فيه بأن متوسط معدل الذكاء بفلندا هو سبعة وتسعون وفي إفريقيا بين الستين والسبعين، وهذا الاختلاف بمتوسط الذكاء من أكثر العوامل أهمية لتفسير الفقر.
عام 2005 نشرت مجلة علم النفس والسياسة العامة والقانون لجمعية علم النفس الأمريكية مقالة كتبها روشتون وجنسن بعنوان ثلاثون عاماً من البحث عن الاختلافات في العرق والقدرة الإدراكية والذهنية.أعقبت بعدها سلسلة من الردود بعضها الداعم وبعضها الناقد.